# 本田恭子 (アナウンサー)
本田 恭子（ほんだ きょうこ、1973年10月11日 - ）は、熊本放送（RKK）の元アナウンサー。熊本県熊本市出身。

## 来歴・人物
上智大学文学部教育学科卒業後、1997年熊本放送入社。入社以来9年間アナウンサーとして活躍、その後報道部に異動、1年勤務。さらに総務部にて3年勤務を経て、2010年以降は放送部に異動し、再びアナウンサーとして活躍していた。
座右の銘は「等身大で笑顔で楽しく何事も」。

## 過去の出演番組

### テレビ
- 週刊山崎くん（4代目女性司会者、当時アナウンサーだった江上浩子（現・RKK報道部所属）が出産休暇中の代役）

### ラジオ
- 午後2時5分一寸一服
- Oh!昼です。歌謡曲→Oh!昼のほっとタイム（2004年3月 -2004年9月）
- 小松士郎のラジオのたまご（2011年4月 - 2015年1月？）
- ピカソラジオ英会話
- 頑張れ！オムロンピンディーズ - 日本ハンドボールリーグ所属の女子ハンドボールチーム「オムロンピンディーズ」の応援番組